# Mariel Percossi
Mariel Percossi (Haedo, Buenos Aires; 5 de julio de 1995) es una actriz argentina. Es conocida por su papel de Maia Pinedo en la serie juvenil Aliados (2013-2014) emitida por Telefe.

## Carrera profesional
Percossi comenzó su carrera como actriz en 2012 cuando Diego Corán Oria la eligió para protagonizar la obra teatral Alicia in Frikiland, por la cual recibió un premio Hugo a la mejor actriz en un musical infantil. A partir de esto fue cuando la productora Cris Morena la vio y la contactó para que haga el casting de la serie Aliados (2013-2014), donde se quedó con el papel de Maia Pinedo, una chica abusiva con sus compañeros del colegio. Este papel le dio notoriedad al punto de ser nominada a los Kids Choice Awards de Argentina, México y Colombia. En 2014, fue parte del especial de televisión Quererte bien emitido por El trece, donde interpretó a Romina.
Su siguiente papel fue en la serie dramática Milagros en campaña (2015) de  El nueve, en la cual personificó a Juliana Quiroga, la hija de un importante político candidato a presidente. Ese mismo año, Mariel formó parte de la obra Shrek, el musical en el papel de Fiona en su versión adolescente. En 2017, protagonizó junto a Franco Masini la obra Marco Polo como la princesa Mei y tuvo un papel estelar en No me digas, que ya sé, una obra estrenada en el teatro el Picadero.
En 2018, Percossi protagonizó el musical Embarazados con Federico Coates en el Maipo Kabaret y reemplazó a Florencia Torrente en algunas funciones de la obra El jefe del mundo, donde compartió escenas con Matías Mayer. Ese año, obtuvo un papel recurrente en la telenovela juvenil Simona de El trece, donde jugó el papel de Renata, una aspirante a cantante. Asimismo, protagonizó el cortometraje Al teléfono 2 dirigido por Talo Silveyra. Luego, en 2019, Mariel fue convocada para formar parte del elenco principal de la obra musical Hair por la cual recibió nominaciones a los premios Hugo y a los premios ACE. A su vez, prestó su voz para realizar el doblaje para América Latina de la película animada infantil UglyDolls. Ese año, Percossi protagonizó la obra Border, el musical en el teatro La Mueca.
A comienzo del 2020, Percossi integró el elenco del musical Kinky Boots dirigida por Ricky Pashkus en el teatro Astral. En 2021, debido a la pandemia por covid-19, coprotagonizó vía streaming el musical Rent en el papel de Maureen. Asimismo, Mariel formó parte del elenco principal de la serie Abejas, el arte del engaño que fue estrenada en Flow y jugó el papel de Martina, una actriz principiante. Ese mismo año, Percossi se sumó el elenco de la obra La desgracia dirigida por Juan Martín Delgado y Francisco Martínez Castro.

## Filmografía

### Cine
| Año  | Título        | Papel   | Notas          |
| ---- | ------------- | ------- | -------------- |
| 2018 | Al teléfono 2 | María   | Cortometraje   |
| 2019 | UglyDolls     | Lydia   | Doblaje de voz |
| 2019 | La felicidad  | Julieta | Cortometraje   |

### Televisión
| Año       | Título                     | Papel           | Notas                            |
| --------- | -------------------------- | --------------- | -------------------------------- |
| 2013-2014 | Aliados                    | Maia Pinedo     |                                  |
| 2014      | Quererte bien              | Romina          | Especial de la Fundación Huésped |
| 2015      | Milagros en campaña        | Juliana Quiroga |                                  |
| 2018      | Simona                     | Renata          |                                  |
| 2021      | Abejas, el arte del engaño | Martina         |                                  |
| 2022      | Cielo grande               | Matrix / Wonder |                                  |
| 2023      | Sé tú misma                | Clara           |                                  |

## Teatro
| Año       | Título                 | Papel               | Lugar                              |
| --------- | ---------------------- | ------------------- | ---------------------------------- |
| 2012      | Alicia en Frikiland    | Alicia              | Teatro 25 de Mayo                  |
| 2012      | Proyecto Marita        | Marita              | Teatro El Tinglado                 |
| 2014      | Aliados, el musical    | Maia Pinedo         | Teatro Gran Rex                    |
| 2015-2016 | Shrek, el musical      | Fiona (adolescente) | Teatro Maipo                       |
| 2017      | Marco Polo             | Princesa Mei        | Teatro Maipo                       |
| 2017      | No me digas, que ya sé | Lola                | Teatro El Picadero                 |
| 2018      | Embarazados            | Mora                | Teatro Maipo Kabaret               |
| 2018      | El jefe del mundo      | Chica del subte     | Microteatro                        |
| 2019      | Hair                   | Jeanie              | Ciudad Cultural Konex              |
| 2019-2020 | Border, el musical     | Romina              | Teatro La Mueca                    |
| 2020      | Kinky Boots            | Trabajadora         | Teatro Astral                      |
| 2021      | Rent                   | Maureen Johnson     | Teatro Streaming                   |
| 2021-2024 | La desgracia           | Anita               | Galpón Guevara / Paseo La Plaza    |
| 2023-2024 | Querido Evan           | Alana Beck          | Teatro Metropolitan / Teatro Maipo |
| 2025      | Despertar de primavera | Martha              | Teatro Ópera                       |

## Premios y nominaciones
| Año  | Premiación                    | Categoría                                    | Trabajo             | Resultado | Ref(s) |
| ---- | ----------------------------- | -------------------------------------------- | ------------------- | --------- | ------ |
| 2012 | Premios Hugo                  | Mejor actriz en musical infantil y/o juvenil | Alicia en Frikiland | Ganadora  | [ 9 ]  |
| 2013 | Kids' Choice Awards Argentina | Villana favorita                             | Aliados             | Nominada  | [ 10 ] |
| 2013 | Premios TKM                   | Villana                                      | Aliados             | Nominada  | [ 11 ] |
| 2015 | Kids' Choice Awards México    | Villana favorita                             | Aliados             | Nominada  | [ 12 ] |
| 2015 | Kids' Choice Awards Colombia  | Villana favorita                             | Aliados             | Nominada  | [ 13 ] |
| 2015 | Fans Awards                   | Mejor jugador                                | Ella misma          | Nominada  | [ 14 ] |
| 2019 | Premios Hugo                  | Mejor actriz de reparto                      | Hair                | Nominada  | [ 15 ] |
| 2019 | Premios ACE                   | Revelación femenina                          | Hair                | Nominada  | [ 16 ] |
| 2020 | Premios Hugo                  | Mejor actriz en ensamble                     | Kinky Boots         | Nominada  | [ 17 ] |